# Ædil
Ædil (Latin: aedīlis [ae̯ˈdiːlɪs], fra aedes, "tempelbygning") var et valgt embede i den romerske republik . Med base i Rom havde ædilerne ansvaret for vedligeholdelse af byens bygninger (aedēs) og afholdelse af offentlige festivaler. De havde ligeledes beføjelser til at håndhæve og opretholde offentlig orden. Endvidere havde de pligt til at sikre, at byen Rom var velforsynet og dens civile infrastruktur velholdt.
Der var to par ædiler. Den første var de "plebejiske ædiler" (latin: aediles plebis) og dette embede kunne kun besiddes af plebejere. Den anden var "curuliske ædiler" (latin: aediles curules), som var åben for både plebeiere og patriciere – i skiftende år. En aedilis curulis blev klassificeret som en magister curulis.
Embedet som ædil blev generelt besat af unge mænd, der havde til hensigt at følge cursus honorum til højt politisk embede – traditionelt efter deres kvæstorskab, men før deres prætor-embede. Det var ikke en obligatorisk del af kurset, og derfor kunne en tidligere kvæstor blive valgt til prætor-embedet uden at have haft stillingen som ædil. Det var dog en fordel at have besiddet dette embede, da det demonstrerede den håbefulde politikers engagement i offentlig service, samt gav ham mulighed for at holde offentlige festivaler og lege – en glimrende måde at øge hans anerkendelse og popularitet.

## Embedets historie

### Plebejiske ædiler
De plebejiske ædiler blev oprettet samme år som plebejertribuner (494 f.Kr.). Oprindeligt tiltænkt som værende assistenter til tribunerne vogtede de over plebejernes rettigheder med hensyn til deres hovedkvarter, Ceres-templet. Senere påtog de sig ansvaret for vedligeholdelsen af byens bygninger som helhed. Deres pligter var i begyndelsen blot ministerielle. De var assistenter for tribunerne i alle anliggender, som tribunerne kunne betro dem, selvom de fleste opgaver, de fik betroet, var af minimal betydning.
Omkring 446 f.Kr. blev de også bemyndiget til at tage sig af senatets beslutninger. Når et senatus consultum blev vedtaget, ville det blive transskriberet til et dokument og deponeret hos byens statskasse, Aerarium. De fik denne magt, fordi konsulerne – som havde haft denne magt tidligere – vilkårligt undertrykte og ændrede dokumenterne. De fastholdt også handlingerne fra det Plejerrådet (Folkeforsamlingen), "plebiscites" (eller "folkeafstemningerne"). Folkeafstemninger, når de var vedtaget, blev også transskriberet til et fysisk dokument til opbevaring. Mens deres beføjelser voksede over tid, er det ikke altid let at skelne mellem deres beføjelser og censorernes. Lejlighedsvis, hvis en censor ikke var i stand til at udføre en af sine opgaver, ville en ædil udføre opgaven i stedet for.

### Curuliske ædiler
I henhold til Livius (vi. 42) blev der – efter Lex Licinia Sextia i 367 f.Kr. – tilføjet en ekstra dag til de romerske lege; de plebejiske ædiler nægtede at bistå merudgiften, hvorpå patricierne tilbød at påtage sig denne, på betingelse af, at de blev optaget i ædil-embedet. Plebejerne accepterede tilbuddet, hvorefter der udpeget to curuliske ædiler – indledningsvis kun fra patricierne, derefter fra patriciere og plebejere på skift, og til sidst fra begge (på tribus-forsamlingen under konsulens præsidentskab). Curuliske ædiler, som var formelle magistrater, havde visse æresbevisninger, som plebejiske ædiler (som teknisk set ikke var magistrater) ikke havde.
Udover at have ret til at sidde på et curulisk embedsstol (sella curulis) og bære en toga praetexta, havde curuliske ædilerne også magt til at udstede edikter (jus edicendi). Disse edikter vedrørte ofte spørgsmål som reguleringen af de offentlige markeder, eller hvad vi i dag ville kalde "økonomisk regulering". Livus antyder – måske ukorrekt – at både curuliske såvel som plebejiske ædiler var hellige. Selvom curuliske ædiler altid rangerede højere end de plebejiske, nærmede deres funktioner sig gradvist og blev praktisk talt identiske. Inden for fem dage efter begyndelsen af deres valgperiode, skulle de fire ædiler (to plebejer, to curule) bestemme – ved lodtrækning eller gennem indbyrdes aftale – hvilke dele af byen hver skulle have jurisdiktion over.

### Forskelle mellem de to
Der var en forskel mellem de to ædiler, når det kom til offentlige festivaler. Nogle festivaler var af plebejers natur og var derfor under opsyn af plebejiske ædiler. Andre festivaler blev udelukkende overvåget af curuliske ædiler, og det var ofte med disse festivaler, ædilerne ville sørger for at bruge store summer og gøre festivalerne overdådige. Dette blev ofte gjort for at sikre vælgernes opbakning ved fremtidige valg. Da ædilerne ikke blev kompenseret for offentlige udgifter, var de fleste personer – der søgte embedet – velhavende. Embedet var ofte et springbræt til højere embeder og Senatet, hvilket var med til at sikre, at kun velhavende personer (for det meste jordejere) ville vinde valg til høje embeder. Disse ekstravagante udgifter begyndte kort efter afslutningen af den Anden Puniske Krig og steg, da krigsbyttet vendte tilbage fra Roms nye østlige erobringer. Selv kejsernes dekadence overgik sjældent den, der blev set under republikken, som det kunne ses under Julius Cæsars tid som ædil.

## Valg til embedet
Plebejiske ædiler og curuliske ædiler blev valgt af tribus-forsamlingen. Da de plebejiske ædiler blev valgt af plebeierne, snarere end hele Roms befolkning (plebejere såvel som patriciere), var de teknisk set ikke magistrater. Før vedtagelsen af Lex Villia Annalis kunne enkeltpersoner stille op til ædil-embedet, når de var fyldt 27 år. Efter vedtagelsen af denne lov i 180 f.Kr., blev der fastsat en højere alder – sandsynligvis 36 år. I det 1. århundrede f.Kr. blev ædiler valgt i juli og tiltrådte den første dag i januar.

## Embedets beføjelser
Cicero (Legg. iii. 3, 7) opdeler disse funktioner under tre overskrifter:
(1) Pleje af byen: reparation og vedligeholdelse af templer, kloakker og akvædukter; gaderensning og brolægning; regler vedrørende trafik, farlige dyr og faldefærdige bygninger; forholdsregler mod brand; tilsyn med bade- og værtshuse; straffe spil/ludomani og udlånere; pleje af den offentlige moral generelt, herunder forebyggelse af fremmed overtro og registrering af prostituerede. De straffede også dem, der havde en for stor del af ager publicus, eller havde for mange kvæg på statens græsningsarealer.
(2) Opsyn med forsyninger: undersøgelse af kvaliteten af de leverede varer og rigtigheden af vægte og mål; indkøb af korn til fordeling til en lav pris i tilfælde af nødsituationer.
(3) Overse festivaler og lege: tilsyn og organisering af de offentlige festivaler og lege såvel som dem, der blev arrangeret af dem selv og private enkeltpersoner (f.eks. ved begravelser) på deres egen regning. Ambitiøse personer brugte ofte enorme summer på dette for at vinde folkelig gunst med henblik på officiel forfremmelse.